# Döll
Döll (bürgerlich Fabian Döll)  ist ein deutschsprachiger Rapper, geboren in Eppertshausen  bei  Darmstadt. Seit 2017 tritt er ebenso zusammen mit seinem Bruder Mädness als Mädness und Döll auf.

## Leben
Döll wuchs mit seinem acht Jahre älteren Bruder Mädness (bürgerlich Marco Döll) in Eppertshausen bei Darmstadt auf. Während seines Studiums in Madrid veröffentlichte er 2014 seine erste EP mit dem Titel Weit entfernt. Nach Release der EP erfuhr er erstmals große Aufmerksamkeit der Szene und erhielt diverse Angebote für Plattenverträge, schlug jedoch alle Angebote aus.
Im Jahre 2016 begleiteten Mädness und Döll die Kultband Audio88 & Yassin auf ihrer Halleluja Tour in 18 Städten und gingen anschließend Anfang 2017 für acht Shows als Support für K.I.Z  mit auf die Hurra die Welt geht immer noch unter Tour.
Nach verschiedenen Features entschloss sich Döll zusammen mit Mädness ein Album aufzunehmen. Bereits vor Release schafften es die Brüder auf das Cover der Juice #179 vom 23. Februar 2017. Am 10. März 2017 erschien dann das gemeinsame Album Ich und mein Bruder und stieg auf Platz 21 der deutschen Album-Charts ein. Im April und November 2017 gingen die Brüder gemeinsam auf Ich und mein Bruder Tour in insgesamt 16 Städten.
Im gleichen Jahr organisierten Mädness und Döll ein Weihnachtskonzert mit dem Namen Aja, Weihnachten in der Oetingervilla in ihrer Heimat Darmstadt.
Am 28. April 2018 traten sie erstmals im Rahmen der Konzertreihe Der große Hip Hop Tanzabernd (Host MC Rene) mit einer Live Band auf, spielten im selben Jahr diverse Festivals und veröffentlichten zwei Feature-Tracks mit der Kultband Audio88 & Yassin. Zudem starteten sie am 2. Juni 2018 ihren gemeinsamen Podcast Aja, was geht. Im Rahmen der von Kuemmerling organisierten Reihe „Kiosk Konzerte“ traten Mädness und Döll im City Kiosk in Berlin auf. Aufgrund hoher Nachfrage für das sich auch 2018 wiederholende Aja, Weihnachten fand einen Tag vorher eine Zusatzshow statt.
Im November 2018 kündigte Döll sein Solo-Debütalbum Nie oder Jetzt an. Nach Release am 11. Januar 2019 erreichte es Platz 2 der  deutschen Hip-Hop-Charts sowie Platz 15 der  Album Top 100 und hielt sich dort zwei Wochen.
Noch bevor Döll ab dem 6. März 2019 auf seine erste Solo Tour ging, spielte er als Support für Dendemanns Da nich für Tour in neun Städten. Ab dem 5. Dezember knüpfte er mit einer weiteren Nie oder Jetzt Tour an den Erfolg seiner ersten ausverkaufte Tour an. Er bespielte insgesamt 15 Städte in Deutschland und Österreich. Zusätzlich spielte er im Mai 2019 Support für AnnenMayKantereit in Wien.
Am 9. November 2020 kündigte er seine EP Kultur an, welche am 18. Dezember 2020 erschien. Die erste Single-Auskopplung erfolgte mit 5 Sekunden am 13. November, woraufhin am 4. Dezember die zweite Auskopplung Weiss folgte.
Die für Januar 2021 angekündigte Kultour wurde aufgrund von COVID-19 auf Herbst 2021 verschoben.
Am 4. Februar 2022 erschien die EP Chips von Torky Tork und Döll. Erst nur als USB-Stick angekündigt kam sie dann doch auch für andere Tonträger und Anbieter raus.
Am 15. Oktober 2024 veröffentlichte er mit "Sieh mich an" die erste Single seines nächsten Soloalbums "weg vom Weg", das nach drei weitern Singleauskopplungen am 10. Januar 2025 erschien. Es erreichte Platz 5 der deutschen Albumcharts.

## Diskografie

### Alben
- 2011: Alles im Kasten (mit Nomis)
- 2017: Ich und mein Bruder (mit Mädness)
- 2019: Nie oder jetzt
- 2023: Nackt (mit Wandl)
- 2025: weg vom Weg

### EPs
- 2014: Weit entfernt
- 2020: Kultur
- 2022: Chips

### Gastbeiträge/Sonstige
- 2007: Spiel’s laut auf Phonk D & Iron pres. Wohnzimmer Collection
- 2013: Triff mich (mit Marz)
- 2014: Roll auf (mit WaldoTheFunk)
- 2015: Mann im Mond (mit  Yassin, Mädness, Audio88)
- 2016: S3 (mit Gibmafuffi)
- 2016: Papperlapapp (mit Enoq)
- 2016: Alles (mit Torky Tork, Doz9, Sonne Ra, Ghanaian Stallion)
- 2017: Doztorkevsky (mit T9)
- 2017: Medizin auf Juice CD No 136[12] (mit Mädness)
- 2018: Isso (mit Yassin, Mädness, Audio88)
- 2018: True Story (mit  Yassin, Mädness, Audio88)
- 2020: Broke aber Kingz (mit Ipp Halver)
- 2020: Kontrolle (mit Dexter, Lakmann)
- 2020: Writing Challenge gegen Henning May (auf dem Twitchchannel von Yassin "YassinDope")

Podcast
- 2018: Aja, was geht (mit Mädness)